# Museo Geologico Gemmellaro

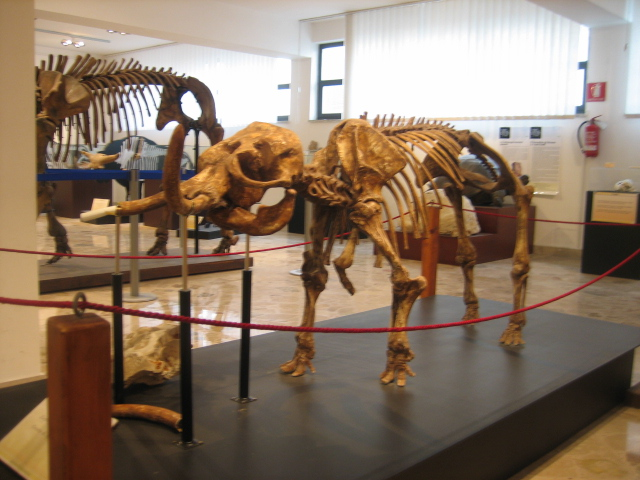
Elefantenskelett im Museo Geologico Gemmellaro

Das Museo Geologico Gemmellaro ist ein geologisches und paläontologisches Museum in Palermo. Es befindet sich am Corso Tukory Nr. 131. Es ist der Universität Palermo angegliedert und eine Forschungs- und Lehranstalt. Das Museo Gemmellaro ist eine der bedeutendsten Institutionen dieser Art im Mittelmeerraum.

## Geschichte
Seine Anfänge nahm das Institut 1838 als naturkundliche Sammlung des Wissenschaftlers Pietro Calcara (1819–1854).
1860 übernahm der palermitanische Wissenschaftler Gaetano Giorgio Gemmellaro die Sammlung und leitete sie bis kurz vor seinem Tod 1904. Gemmellaro machte sich daran, die umfangreichen naturkundlichen Sammlungen des Grafen Airoli in einem Kabinett in unmittelbarer Nähe der Räume der Theatiner an der Via Maqueda zu systematisieren, die dieser dem Institut zusammen mit einer stattlichen Geldsumme vermacht hatte. Gemmellaro besorgte neue Vitrinen und Schränke und betrieb unermüdlich seine Forschungen. Er begründete die geologische Stratigrafie, sein besonderes Interesse galt den Sizilianischen Zwergelefanten und verschiedenen Lavagesteinen.
Nach dem Ausscheiden Gemmellaros 1904 gab es keine Forschungsaktivitäten mehr und die Sammlung wurde weiterhin nur vergrößert.
1941 wurden bei einem Erdbeben Teile der Sammlung beschädigt, ein Bombenangriff 1943 verursachte weitere Schäden. Die Bestände wurden 1965 unachtsam in Kisten verstaut und in der Via Calatafimi gelagert.
Teile der Funde gerieten dabei völlig durcheinander. 1970 brachte man die Sammlungen im heutigen Gebäude in der Via Tuckory unter. Der neue Direktor Enzio Burgio nahm 1975 die Forschungsarbeiten wieder auf und begann, die beschädigten und verwahrlosten Funde wieder zu ordnen, so dass die Forschungseinrichtung einen Aufschwung erlebte. 2001 verstarb Burgio.

## Ausstellung

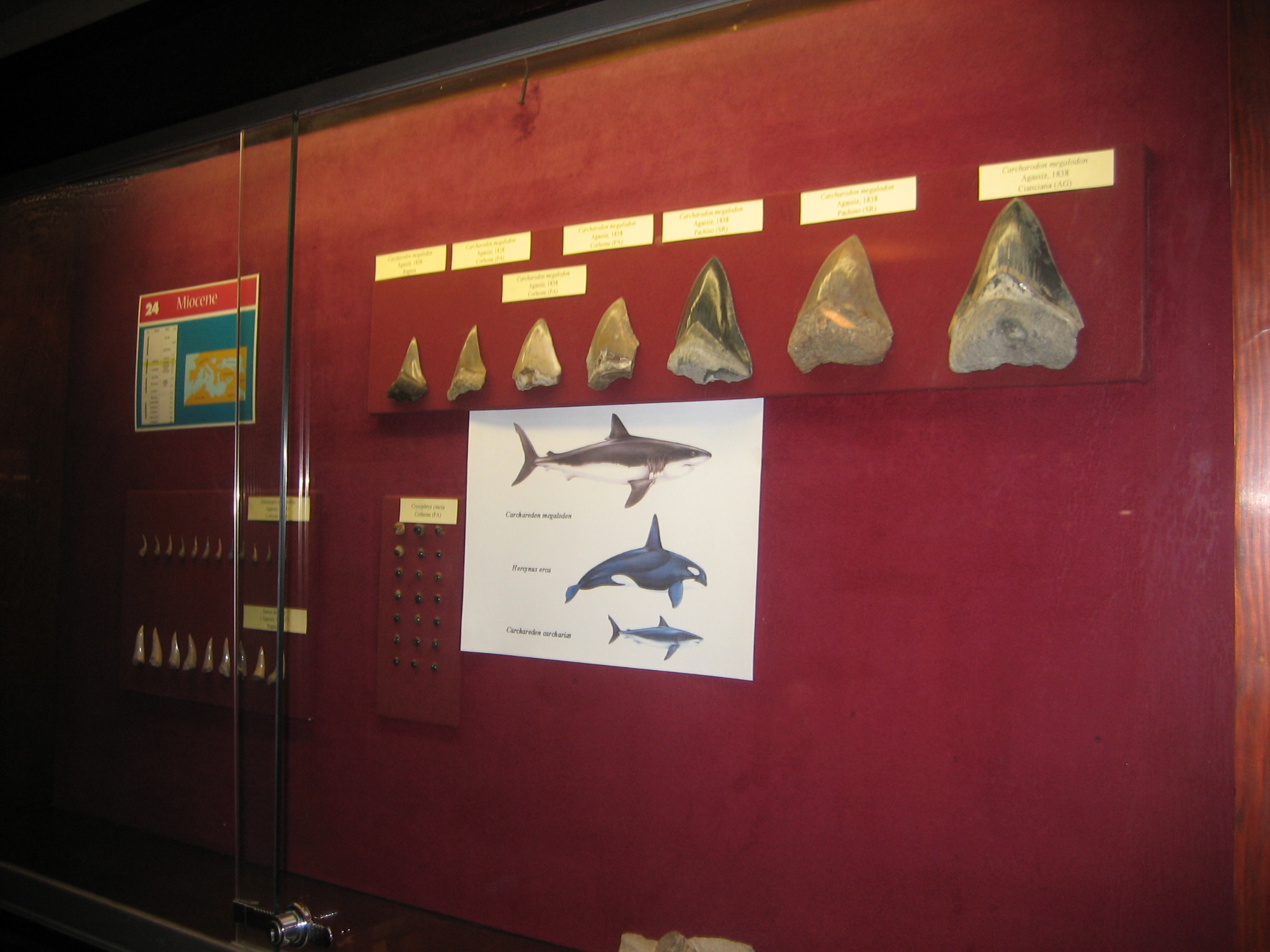
Versteinerte Haifischzähne im geologischen Museum Gemmellaro

Die Sammlungen sind in vier Sälen untergebracht.
Sala Burgio. Im Hauptsaal befindet sich eine Ausstellung über die Entwicklung der Kontinente und der Lebewesen. Anhand von Karten wird die Wanderung der Kontinente im Laufe der Erdgeschichte dargestellt. In den Schaukästen finden sich diverse Fossilien (Ammoniten, versteinerte Haifischzähne u. a.) von den Anfängen der Erdgeschichte bis etwa zum Tertiär.
Sala degli elefanti. Hier gibt es eine umfangreiche Ausstellung von Skeletten und Versteinerungen ausgestorbener Wirbeltiere zu sehen, wie zum Beispiel Elefanten, Bisons und Schildkröten. Ein Höhepunkt ist hierbei die Ausstellung über die Entwicklung der inzwischen auf dieser Insel ausgestorbenen Elefanten, die über eine Landbrücke von Afrika nach Sizilien gekommen waren.
Sala dei Cristalli. Hier werden mineralogische Besonderheiten zur Schau gestellt. Die Ausstellung zeigt weltweit interessante Stücke, ist aber besonders auf sizilianische Gesteine spezialisiert, wie z. B. Lavagesteine und Calcite, die sich z. T. vor ca. sechs Millionen Jahren bildeten, als das Mittelmeer austrocknete. Höhepunkte sind hier Lavastücke der Isola Ferdinandea, die Carlo Gemmellaro während der kurzen Zeit ihrer Existenz dort sammelte, und ein Stein mit einem vor ca. sechs Millionen Jahren eingeschlossenen Tropfen Meerwasser.
Sala del Uomo. Eine weitere Ausstellung befasst sich mit der Entwicklung der Menschen und ihrer Kultur auf der Insel. Hier werden Funde aus der Grotta San Teodoro bei Acquedolci (Messina) gezeigt. Es handelt sich um die Skelette von vier Männern und Frauen sowie Steininstrumente, Bissspuren an Materialien und eine Halskette mit Haifischzähnen, woraus man Rückschlüsse auf die Lebensweise und Kultur dieser Menschen ziehen kann. Hier kann man das älteste erhaltene Skelett einer Sizilianerin (ca. 11.000 Jahre v. Chr.) betrachten.
Da die Räumlichkeiten für die umfangreichen Sammlungen viel zu klein sind, sucht die Abteilung seit Jahren nach einem geeigneteren Standort.